# Lage (Notfalleinsatz)
Die Lage bezeichnet die Faktoren und Gegebenheiten, die Schadensereignisse und Schadensabwehr beschreiben. In einer Einsatzleitung in Deutschland oder Österreich wird sie von der Einsatzleitung als Stabsfunktion S2 geführt. Dabei werden alle relevanten Faktoren dokumentiert und bewertet. Auf diese Schlüsse kann die Stabsfunktion Einsatz S3 ihre Entscheidungen bauen.

## Allgemeine Lage
Die allgemeine Lage, auch „Kalte Lage“ genannt, bezeichnet bei Feuerwehreinsätzen den „Ist-Zustand“ des Objekts:
- Bebauung (Dichte, Nutzung)
- Topographie
- Wetter
- Zeit (Tag oder Nacht, Winter oder Sommer, Arbeitszeit oder Feiertag)
- Schadensereignisse sind immer auch abhängig vom Verkehr im Allgemeinen, so bestimmt die Straßenverkehrslage oder bei internationalen Hilfseinsätzen die Luftverkehrslage über das Eintreffen am Schadensort. Aber auch über die möglichen Gefährdungen wie einem nachfolgenden Zug bei einem Bahnunfall. Aber auch die Möglichkeit des Informationsaustausches z. B. über den Funkverkehr ist relevant für die Lage.

## Eigene Lage
Die eigene Lage beschreibt die vorhandenen Ressourcen:
- vorhandenes Personal (Anzahl und Ausbildung)
- Personalentwicklung (Stabsfunktion S1)
- eigene Technik (Fahrzeuge, Ausrüstungen)
- vorhandene Technik (z. B. Sprinkleranlage bei einem Brand)
- Verbrauchsmaterial (Löschwasserhydranten, Verpflegung)

## Schadenslage
Die Schadenslage, auch „Heiße Lage“ genannt, bezeichnet bei Einsätzen den dynamischen Verlauf:
- Gefahren für Mensch, Tier, Umwelt oder Sachwerte
- Veränderung der Gefahr (Ausbreitung des Feuers)

## Lageführung
Die Lageführung ist ein integrierter Bestandteil jeder Einsatzleitung.
Immer wichtiger wird bei vielen Einsätzen die Dokumentation. Schon beim Einsatz selbst ist es wichtig, alles zu dokumentieren. Aber auch im Nachhinein werden diese Aufzeichnungen immer wieder benötigt. Sei es für Einsatznachbesprechungen und die Aufarbeitung der Einsätze oder aber auch, wie es immer mehr vorkommt, für folgende Gerichtsverfahren, wo sie entweder für eine Beweissicherung oder für etwaige Schadenersatzforderungen notwendig sind.
Die einfachsten Mittel sind die Lagetagebücher, zu denen auch Funktagebücher gehören. Hier werden nur per Hand alle Vorgänge chronologisch aufgeschrieben. Zusätzlich gibt es noch Lageskizzen, Lagepläne oder Lagekarten. Vermehrt werden auch Fotoapparate und Tonbandaufzeichnungen verwendet. Auch am PC sind Lageführungen auf vorbereiteten Landkarten und anderen Programmen vermehrt üblich.
Verwertet werden in der Lageführung alle Lagemeldungen von untergeordneten Stellen und werden entweder regelmäßig oder bei Bedarf an die übergeordneten Stellen weitergeleitet. Auch Pressemeldungen können hier erstellt werden.